# ريتشارد راموس
ريتشارد راموس (بالفرنسية: Richard Ramos) هو سياسي فرنسي، ولد في 23 مارس 1968 في بلوا في فرنسا. انتخب نائب فرنسي عن دائرة Loiret's 6th constituency ‏ وقد انضم خلال فترته النيابية ‏ (21 يونيو 2017 – )  للكتلة البرلمانية The Democrats group ‏.